# Museu del Renaixement
El Museu del Renaixement és un museu monogràfic dedicat a les característiques principals de l'art del Renaixement i la vida quotidiana al segle XVI, situat al Palau de Requesens de Molins de Rei, Catalunya. El museu és de propietat municipal i va obrir les portes al públic per primera vegada el 15 de desembre de 2024.

## L'edifici

### Orígens i context històric
El Museu del Renaixement s'ubica al Palau de Requesens, un edifici civil dels segles XV i XVI, construït entorn de l'any 1430 per Galceran de Requesens i de Queralt, a qui Alfons el Magnànim havia cedit la vila i baronia de Molins de Rei en reconeixement als seus serveis. Juntament amb la seva muller, Isabel Joan de Soler, Galceran convertí el palau en centre de la baronia i residència noble, símbol del poder de la família Requesens, una de les nissagues més influents de la noblesa catalana dels segles XV i XVI.
Aquest edifici respon a la tipologia de torre o palau civil rural, amb funció dual: residència senyorial i centre d'activitat agrícola.

#### Esdeveniments destacats
El Palau va ser escenari de diferents episodis històrics rellevants. El 30 de novembre de 1519, Carles V, mentre residia al Palau, va rebre la visita dels ambaixadors imperials que li lliuraren el document oficial del seu nomenament com a emperador del Sacre Imperi Romanogermànic. Durant aquella estada, el Palau de Requesens esdevingué, simbòlicament, centre de l'Imperi per uns mesos.
També hi van passar figures com Joan II d'Aragó i Blanca II de Navarra (1445), els Reis Catòlics (1493), i possiblement Cristòfor Colom a la seva tornada d'Amèrica. El 1532, també s'hi hostatjaren l'emperadriu Isabel de Portugal i el seu fill Felip II de Castella.

### Transformacions i afectacions
Durant segles, el Palau va viure etapes de prosperitat i decadència. Fou objecte de diverses reformes, algunes de les quals responen a danys soferts per incendis, inundacions, i conflictes bèl·lics com la Guerra del Francès (1808), quan va ser parcialment destruït i ocupat per tropes franceses, les quals van utilitzar l'edifici per allotjar-hi soldats francesos i també com hospital.
Entre els segles XVIII i XIX, l'edifici va patir una forta fragmentació i diverses adaptacions per a usos residencials particulars. Part de l'antiga finca va ser parcel·lada, perdent així l'estructura original del recinte nobiliari. Malgrat això, el Palau va conservar elements arquitectònics gòtics, com restes d'estructures originals, arcs, elements decoratius i vestigis del celler antic, que han estat identificats gràcies a estudis i intervencions arqueològiques. A principis del segle xx, es trobava en un estat de degradació important.

### Arquitectura actual
L'edifici presenta una estructura trapezoidal amb espais organitzats entorn d'un possible pati central. La planta baixa conserva restes medievals, com murs i arcs gòtics, mentre que les plantes superiors i la façana corresponen a intervencions del segle XIX. L'arquitectura actual respon a la rehabilitació i museïtzació de l'espai per tal d'acollir el Museu del Renaixement. Les diferents reformes han deixat una combinació d'estils que reflecteix la seva llarga evolució.
La seva declaració com a Bé Cultural d'Interès Nacional (BCIN) reconeix tant el seu valor arquitectònic com històric, i ha estat clau per impulsar-ne la preservació i museïtzació.

## Història

### Creació i objectius
El Museu del Renaixement de Molins de Rei es va concebre amb la voluntat de recuperar i posar en valor el Palau de Requesens, tot transformant-lo en un equipament cultural de referència. L'objectiu principal va ser crear el primer espai museístic dedicat específicament al Renaixement català dins l'àrea metropolitana de Barcelona.
El museu permet explicar el context històric, polític i cultural de l'època a través d'exposicions i activitats. També hi ha incorporada una nova Oficina d'Informació Turística al vestíbul del Palau.

### Procés de rehabilitació
La rehabilitació del Palau es va iniciar l'any 2011 amb la reforma de "La Gòtica". Posteriorment, l'any 2019 es va restaurar la façana per recuperar-ne l'aspecte del segle XIX. El projecte integral de rehabilitació va començar l'any 2021 i es va completar amb la inauguració del museu el 15 de desembre de 2024. Les obres van afectar una superfície de més de 1.200 m² i van permetre la recuperació de diferents espais històrics.

#### Estudis previs
Amb l'objectiu de recuperar el valor patrimonial del Palau, es van dur a terme diversos estudis històrics, estructurals i arqueològics. Aquests estudis van ser imprescindibles per entendre l'estat real de l'edifici i van permetre planificar-ne la rehabilitació:
- 1994: Primer estudi històric i artístic monogràfic.
- 2009: Estudi arqueològic i rehabilitació de la sala gòtica.
- 2014: Estudi arqueològic del perímetre exterior i de la Plaça del Palau, a càrrec de l'Àrea Metropolitana de Barcelona.
- 2015: Estudi històric i d'evolució arquitectònica de la façana sud-oest, realitzat per la Diputació de Barcelona.

#### Projecte de rehabilitació
La intervenció es va centrar en la part del Palau de titularitat municipal i va incloure:
- Reforma de “La Gòtica”
- Reforma de l'espai conegut com “La Capella”
- Reforma de les dues plantes superiors

Aquestes actuacions van permetre transformar l'espai en el nou Museu del Renaixement. El projecte va ser redactat pels Serveis Tècnics de l'Àrea Metropolitana de Barcelona, sota la supervisió del Departament de Cultura de la Generalitat de Catalunya.

## Col·lecció
El relat del museu s'articula al voltant de tres temes que són els grans protagonistes a cada una de les tres plantes: la història dels Requesens a Molins de Rei, les característiques principals de l'art del Renaixement i la vida quotidiana al segle XVI.
La col·lecció conté un total de 100 obres, 18 de municipals i 82 de cedides. Les peces de l'exposició permanent provenen dels dipòsits de l'Ajuntament de Molins de Rei, del Museu Nacional d'Art de Catalunya, el Museu de Lleida, el Museu del Disseny - DHub, , el Museu Frederic Marès, el Museu Tèxtil de Terrassa, el Museu d'Història de Barcelona, la Universitat de Barcelona i el Museu Nacional del Prado.

### Planta baixa (sala 1)
A la planta baixa del museu s'hi troba l'anomenada "sala arqueològica". L'any 1430 el rei Alfons el Magnànim concedeix a Galceran de Requesens el privilegi de baronia sobre la vila de Molins de Rei. Poc temps després, comença la construcció del seu palau, un edifici de grans dimensions i amb nombroses estances. La majoria d'obres que hi ha en aquesta sala són elements decoratius de l'antic palau, però també n'hi ha d'altres de vinculats a la vila, com la creu del terme original.
En aquesta planta també s'hi troba la sala "La Gòtica", inaugurada el 22 de gener de 2011, un espai polivalent i ciutadà on s'hi fan actes de música, arts escèniques i presentacions de projectes locals, alhora que presentacions, congressos i trobades d'àmbit supralocal.

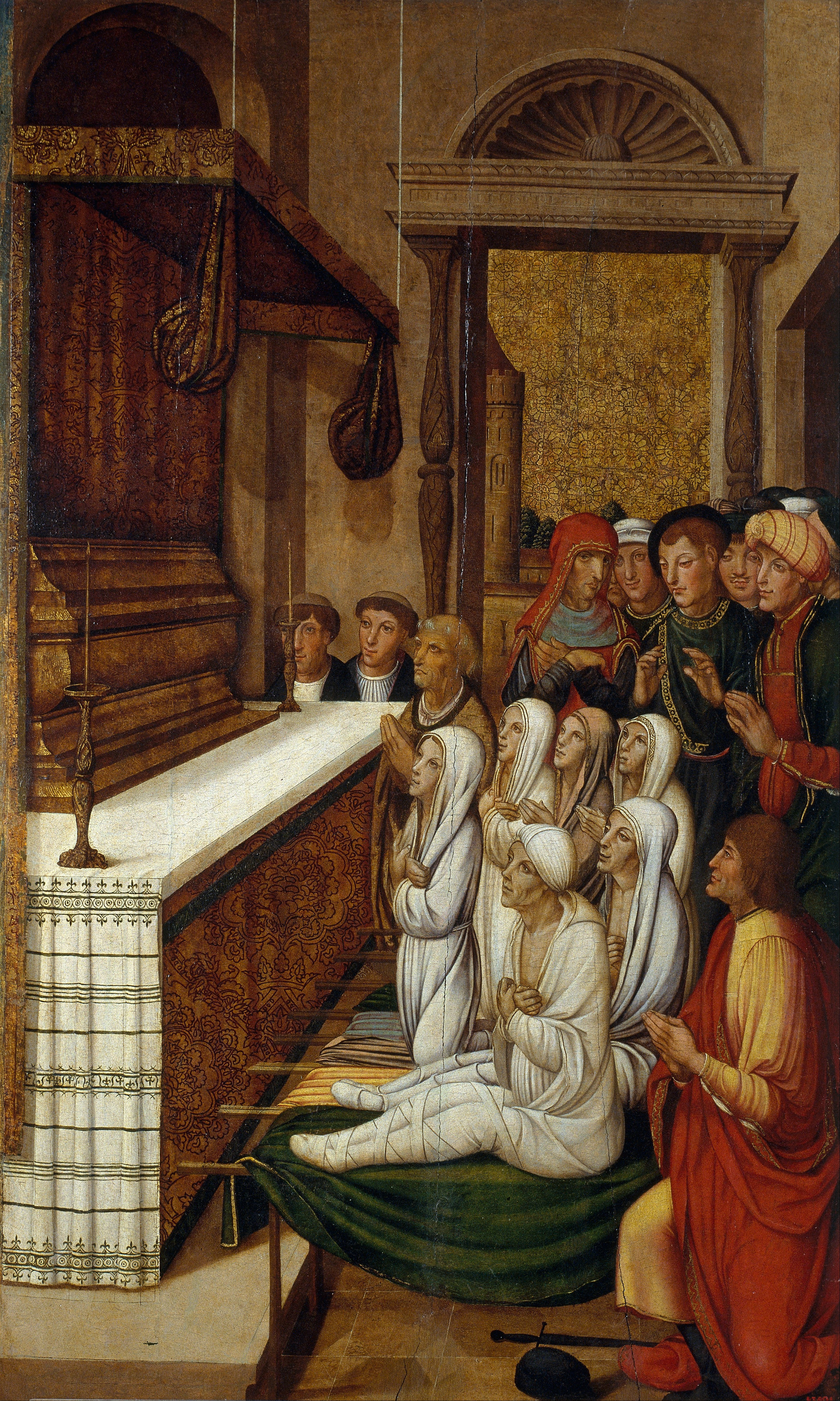
Resurrecció de sis morts davant les relíquies de sant Esteve, Perot Gascó. Dipòsit del MNAC.

### Primera planta (sales 2 i 3)
La primera planta del museu està dedicada a l'art del Renaixement, a la recuperació de la cultura clàssica així com l'art del Renaixement com un art eminentment cristià.
Una bona mostra del triomf dels gustos i els models clàssics al voltant del segle XV són el conjunt de quatre relleus tallats sobre marbre blanc, del dipòsit del Museu Nacional d'Art de Catalunya, que contenen representacions d'emperadors i dones d'època romana. Aquests quatre relleus de marbre van ser elaborats a Itàlia i formaven part de l'antiga col·lecció de Miquel Mai, un dels personatges més destacats de la Catalunya del segle XVI.
Per altra banda, reflectint l'art cristià representat a la sala, destaca la pintura de Resurrecció de sis morts davant les relíquies de sant Esteve, obra de Perot Gascó. Acompanya la pintura, una tovallola d'origen italià provinent del Museu Tèxtil de Terrassa, datada entre els segles XV i XVI, molt semblant a la que apareix a l'obra de Gascó.

### Segona planta (sales 4 i 5)
La segona planta està dedicada la vida quotidiana del període del Renaixement, una època de grans descobriments, personalitats destacades en diversos àmbits, obres fabuloses i invencions, però també de problemes i conflictes.
Entre els retrats que es poden trobar en aquesta planta, destaca una pintura, provinent del Museu Nacional del Prado, amb un retrat de Carles V lluint la insígnia de l'Orde del Toisó d'Or. Les petites dimensions del retrat fan pensar que estava destinat a un ús molt privat i domèstic de l'emperador o de la seva família. També s'hi troben exposats una selecció d'objectes de la vida quotidiana del segle XVI: des de monedes i medalles, fins a rellotges, copes i ceràmica de l'època, entre d'altres.
L'obra més excepcional del museu és el tapís, fet de llana i seda al taller de Willem Dermoyen, Triomf del Temps sobre la Fama. Es tracta d'un dels quatre tapissos que la Generalitat de Catalunya va fer comprar l'any 1557 per guarnir una sala de la seva seu a l'actual plaça de Sant Jaume de Barcelona. En realitat formava part d'una sèrie de sis, tot i que la Generalitat només en va comprar els quatre que s'han conservat. La sèrie de tapissos il·lustra amb un gran nivell de detall un dels poemes més famosos del Renaixement, Els triomfs, de Francesco Petrarca.